# Autoridad del Canal de Panamá
La Autoridad del Canal de Panamá (ACP) es una entidad jurídica autónoma de derecho público y que le corresponde en forma privada la administración, funcionamiento, conservación, mantenimiento y modernización del canal de Panamá y sus actividades conexas, que funcione de manera segura, continua, eficiente y rentable.

## Historia

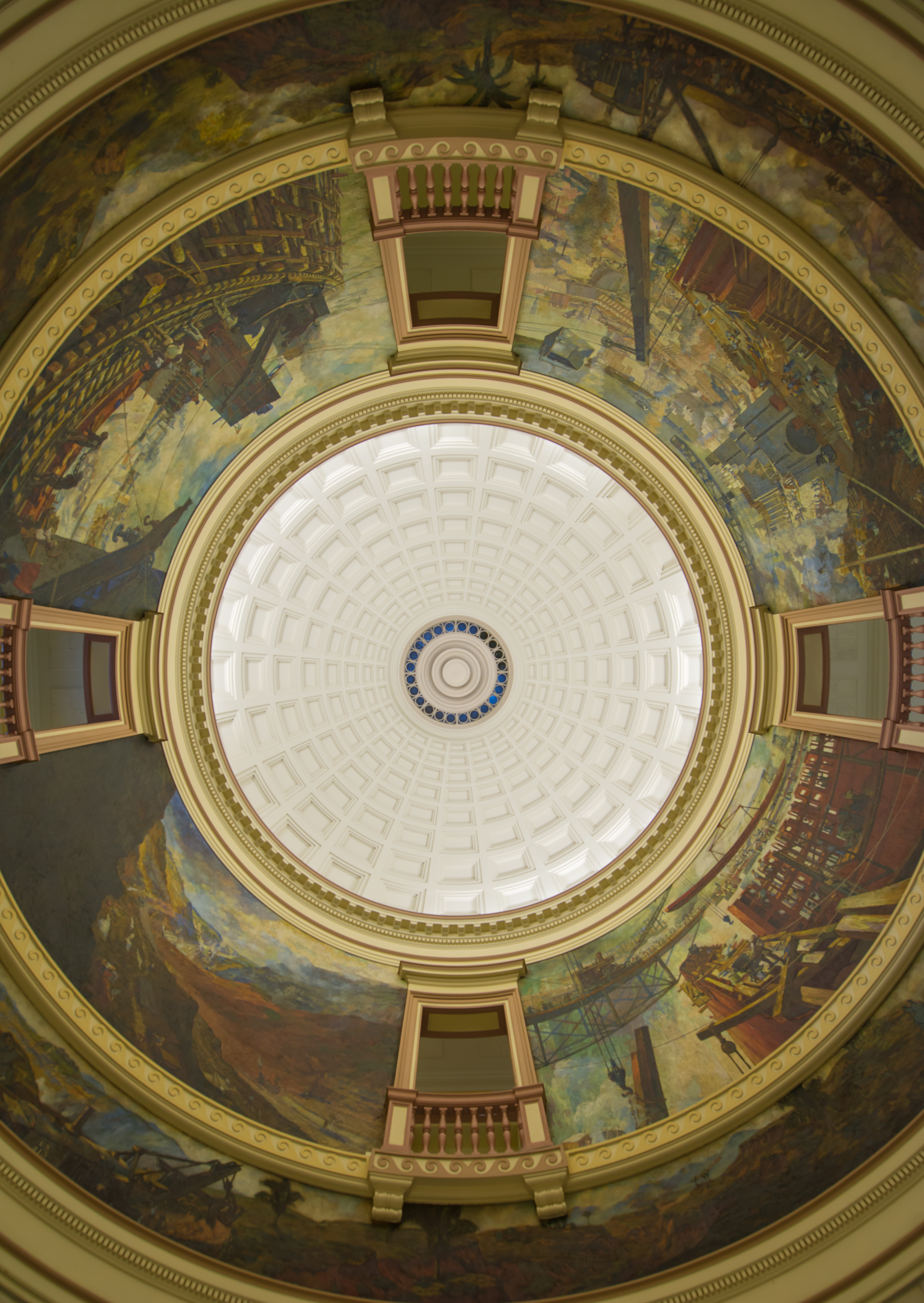
Cúpula interior del edificio de la Administración

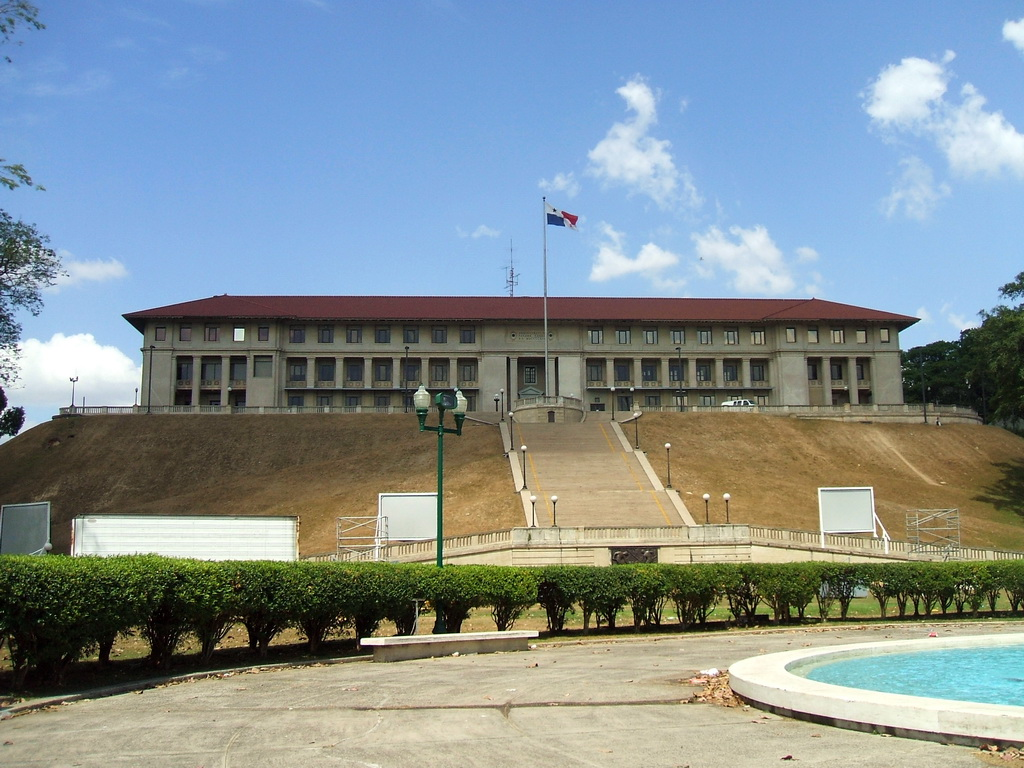
Sede administrativa del canal de Panamá en Balboa, Panamá.

- En 1977 la Compañía del Canal de Panamá deja de existir para darle paso a la Comisión del Canal de Panamá, agencia gubernamental estadounidense, constituida conforme a las leyes de los Estados Unidos de América con el fin de manejar, operar y mantener el canal de Panamá, sus obras, instalaciones y equipos auxiliares y de proveer lo necesario para el tránsito fluido de naves por el canal de Panamá.[2] La Comisión del Canal de Panamá fue predecesora de la actual Autoridad del Canal de Panamá.
- En 1994 se incorpora en la Constitución Política de la República un título dedicado exclusivamente al Canal de Panamá y la Autoridad del Canal de Panamá.
- En 1997 se promulga la Ley Orgánica de la Autoridad del Canal de Panamá. El propósito de esta Ley es proporcionar las normas para su organización, funcionamiento y modernización, con el objeto de hacer del canal una empresa eficiente y rentable, pilar del desarrollo humano y socioeconómico del país, abierta, sin discriminación alguna, a la participación de hombres y mujeres, e integrada a la estrategia marítima nacional.[3]
- En 1999 la Comisión del Canal de Panamá deja de existir y la administración del Canal pasa a la Autoridad del Canal de Panamá.

## Mandato constitucional
La Constitución Política de la República de Panamá consagra en su título XIV todo lo concerniente al Canal de Panamá y a la Autoridad del Canal de Panamá. Por mandato constitucional, el Canal de Panamá constituye un patrimonio inalienable de la Nación panameña; debe permanecer abierto al tránsito pacífico e ininterrumpido de naves de todas las naciones.

ARTÍCULO 315. El Canal de Panamá constituye un patrimonio inalienable de la Nación panameña; permanecerá abierto al tránsito pacifico e ininterrumpido de las naves de todas las naciones y su uso estará sujeto a los requisitos y condiciones que establezcan esta Constitución, la Ley y su Administración.

## Responsabilidades
A la Autoridad del Canal de Panamá le corresponde la responsabilidad de:
- Administrar, mantener, usar y conservar los recursos hídricos de la cuenca hidrográfica del Canal de Panamá, constituidos por el agua de los lagos y sus corrientes tributarias.[1]
- Los planes de construcción, uso de las aguas, utilización, expansión, desarrollo de los puertos y de cualquiera otra obra o construcción en las riberas del Canal de Panamá.[1]

## Organización

### Junta Directiva
Según lo establecido dentro del Artículo 318 de la Constitución Panameña, la Administración de la Autoridad del Canal de Panamá estará a cargo de una Junta Directiva que será compuesta en su totalidad por once (11) directores, nombrados de esta manera:  
- Un director designado por el presidente de la República, quien presidirá la Junta Directiva y tendrá la condición de Ministro de Estado para Asuntos del Canal.
- Un director asignado por el Órgano Legislativo que será de su libre nombramiento y remoción.
- Nueve directores nombrados por el presidente de la República, con acuerdo del Consejo de Gabinete y ratificados por el Órgano Legislativo, por mayoría absoluta de sus miembros.

La Ley establecerá los requisitos para ocupar el cargo de director, garantizando la renovación escalonada de los directores señalados en el numeral 3 de este artículo, en grupos de tres y cada tres años. A partir de la primera renovación, el período de todos los directores será de nueve años

#### Funciones de la Junta Directiva
Dentro de las facultades y atribuciones que tiene la Junta Directiva del Canal de Panamá, se encuentran, sin perjuicio de otras que la Constitución y la Ley determinen:  
- Nombrar y remover al Administrador, al Subadministrador del Canal y al Fiscalizador General y determinar sus atribuciones, de acuerdo con la Ley.
- Fijar los peajes, tasas y derechos por el uso del Canal, sus servicios conexos, sujetos a la aprobación final del Consejo de Gabinete.
- Contratar empréstitos, previa aprobación del Consejo de Gabinete y dentro de los límites establecidos en la Ley.
- Otorgar concesiones para la prestación de servicios a la Autoridad del Canal de Panamá y a las naves que lo transiten.
- Proponer los límites de la cuenca hidrográfica del Canal para la aprobación del Consejo de Gabinete y la Asamblea Nacional.
- Aprobar privativamente los reglamentos que desarrollen las normas generales que dicte el Órgano Legislativo a propuesta del Órgano Ejecutivo, sobre el régimen de contratación, compras y todas las materias necesarias para el mejor funcionamiento, mantenimiento, conservación y modernización del Canal, dentro de la estrategia marítima nacional.

#### Junta Directiva: período actual (2024)
| Ministro para Asuntos del Canal y Presidente de la Junta Directiva S.E. Jose Ramón Icaza C. | Ministro para Asuntos del Canal y Presidente de la Junta Directiva S.E. Jose Ramón Icaza C. |
| ------------------------------------------------------------------------------------------- | ------------------------------------------------------------------------------------------- |
| Miembros de Junta Directiva                                                                 |                                                                                             |
| Ricardo Manuel Arango                                                                       | Luis Navas Pájaro                                                                           |
| Jorge L. González                                                                           | Dora M. Pérez Balladares B.                                                                 |
| Nicolás González Revilla                                                                    | Oscar Ramírez                                                                               |
| Nelson Jackson Palma                                                                        | Enrique Sánchez Salmon                                                                      |
| Laury Melo de Alfaro                                                                        | Francisco Sierra Fábrega                                                                    |
| Secretaria de la Junta Directiva                                                            |                                                                                             |
| Anneth M. Davis C.                                                                          |                                                                                             |

### Administrador del Canal de Panamá
El doctor Ricaurte Vásquez Morales ocupa el cargo como actual Administrador del Canal de Panamá sucediendo así, al Ingeniero Jorge Luis Quijano por un período total de siete años.  
Al asumir su función en septiembre del 2019, el Dr. Vásquez Morales se convierte en el cuarto administrador panameño del Canal, luego de Jorge Luis Quijano (2012-2019), Alberto Alemán Zubieta (1996-2012) y Gilberto Guardia (1990-96).  

## Organizaciones anteriores
- Primera Comisión Ístmica del Canal (1880-1904)[6]
- Segunda Comisión Ístmica del Canal (1904-1914)[7]
- El Canal de Panamá (1914-1950)[8]
- Compañía del Canal de Panamá (1950-1977)
- Comisión del Canal de Panamá (PCC por su sigla en inglés) (1977 - 1999)

## Administración de personal
La Autoridad del Canal de Panamá está sujeta a un régimen laboral especial basado en un sistema de méritos y adoptó un plan general de empleo que mantiene como mínimo, las condiciones y derechos laborales similares a los existentes al 31 de diciembre de 1999, fecha en que revirtió la administración del Canal de Panamá.

## Peajes en el Canal
La Autoridad del Canal de Panamá establece los peajes que se cobran por el uso del canal, así como los derechos y las tasas por la prestación de servicio establecidos por las reglas de arqueo de naves. Estos peajes se fijan conforme a tasas calculadas para cubrir los costos de funcionamiento y modernización del canal incluyendo:
- Costos de depreciación, apoyo a la protección del recurso hídrico, capital de trabajo y reservas requeridas.
- Pagos al tesoro nacional.
- El capital para el reemplazo de la planta, expansión, mejoras y modernización del canal.

## Tránsitos en el Canal

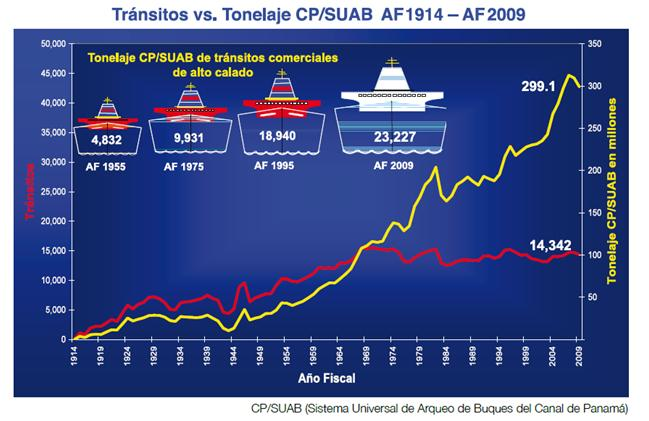
Tránsitos vs Toneladas CPSuab 1914 al 2009

## Información financiera y presupuestaria
La Autoridad tiene patrimonio propio y derecho de administrarlo. Las principales cifras de sus estados financieros y de sus presupuestos aprobados son las siguientes:

### Balances Generales
| Balances Generales (en millones de dólares) |          |          |          |          |          |
| Descripción                                 | Sep-2009 | Jun-2009 | Mar-2009 | Sep-2008 | Sep-2007 |
| Total de activos                            | n.d.     | 5.095,0  | 4.838,8  | 4.659,7  | 4.408,6  |
| Total de patrimonio                         | n.d.     | 4.856,1  | 4.593,5  | 4.079,9  | 3.866,5  |

Notas: n.d.=Información no disponible.

### Estados de Resultados
| Estados de resultados (en millones de dólares)                                                             |                   |                         |                     |                         |                           |
| Descripción                                                                                                | 12 meses Sep-2009 | 9 meses Jun-2009        | 6 meses Mar-2009    | 12 meses Sep-2008       | 12 meses Sep-2007         |
| Total de peajes % de ejecución vs presupuesto Total de ingresos de operación % de ejecución vs presupuesto | n.d.              | 1.076,4 74% 1.487,6 71% | 710,0 49% 995,3 47% | 1.317,5 90% 2.007,0 99% | 1.183,9 105% 1.760,3 112% |
| Total de gastos de operación % de ejecución vs presupuesto                                                 | n.d.              | (379,2) 59%             | (253,2) 39%         | (553,2) 92%             | (524,4) 93%               |
| Utilidad neta % de ejecución vs presupuesto % de rentabilidad antes de reservas                            | n.d.              | 791,4 76% 53%           | 528,7 51% 53%       | 1.028,5 107% 51%        | 806,6 138% 46%            |
| Reservas% de ejecución vs presupuesto                                                                      | n.d.              | n.d.                    | n.d.                | (684,6) 100%            | (336,2) 351%              |
| Utilidad neta disponible para distribución % de ejecución vs presupuesto % de rentabilidad                 | n.d.              | n.d.                    | n.d.                | 343,9 125% 17%          | 486,4 99% 28%             |

Notas: n.d.=Información no disponible.

### Presupuesto de Ingresos y Gastos de Operaciones
| Presupuesto de Ingresos y Gastos de Operaciones (en millones de dólares) |                   |                   |                   |                   |                   |
| Descripción                                                              | 12 meses Sep-2011 | 12 meses Sep-2010 | 12 meses Sep-2009 | 12 meses Sep-2008 | 12 meses Sep-2007 |
| Total de peajes Total de ingresos de operación                           | n.d.              | 1.525,1 2.017,6   | 1.456,1 2.105,6   | 1.466,6 2.028,1   | 1.126,9 1.567,7   |
| Total gastos de operación                                                | n.d.              | (638,1)           | (646,3)           | (603,6)           | (562,7)           |
| Utilidad Neta                                                            | n.d.              | 959,6             | 1.036,4           | 961,0             | 586,4             |
| Reservas                                                                 | n.d.              | (548,8)           | (638,0)           | (686,7)           | (95,8)            |
| Utilidad disponible para distribución % de Rentabilidad                  | n.d.              | 410,8 20%         | 398,3 19%         | 274,2 14%         | 490,7 31%         |

Nota: n.d. = Información no disponible.

### Presupuesto de Inversiones
| Presupuesto de Inversiones (en millones de dólares) |                   |                   |                   |                   |                   |
| Descripción                                         | 12 meses Sep-2011 | 12 meses Sep-2010 | 12 meses Sep-2009 | 12 meses Sep-2008 | 12 meses Sep-2007 |
| Programa regular de inversiones                     | n.d.              | 40,3              | 152,0             | 230,7             | 176,4             |
| Programa de Ampliación                              | n.d.              | 752,2             | 835,7             | 3.096,6           | 119,8             |

Nota: n.d. = Información no disponible.

### Costos y gastos del Programa de Ampliación
| Costos y gastos del Programa de Ampliación (en millones de dólares) |                 |                 |                 |                 |                 |
| Descripción                                                         | Acum a Sep-2011 | Acum a Sep-2010 | Acum a Sep-2009 | Acum a Sep-2008 | Acum a Sep-2007 |
| Inversiones en proceso                                              | n.d.            | n.d.            | n.d.            | 114,8           | 12,9            |
| Gastos operativos (no capitalizable)                                | n.d.            | n.d.            | n.d.            | 1,3             | 0,8             |
| Costo total del programa de ampliación                              | n.d.            | n.d.            | n.d.            | 116,1           | 13,7            |

Nota: n.d. = Información no disponible.

### Aportes al Tesoro Nacional
Una vez cubiertos los costos de funcionamiento, inversión, modernización y ampliación del canal, así como las reservas necesarias, los excedentes son remitidos al tesoro nacional. La Autoridad también paga anualmente al tesoro nacional derechos por tonelada neta, o su equivalente, cobrados a las naves sujetas al pago de peajes que transiten por el canal.
| Aportes al Tesoro Nacional (en millones de dólares)                                                      |                   |                   |                       |                       |                       |
| Descripción                                                                                              | 12 meses Sep-2011 | 12 meses Sep-2010 | 12 meses Sep-2009 (E) | 12 meses Sep-2008     | 12 meses Sep-2007     |
| Excedentes del periodo Servicios prestados al Estado Derecho por tonelada neta Total de aportes directos | n.d.              | n.d.              | 398,3 2,0 348,5 748,8 | 274,2 1,9 386,1 662,3 | 490,7 1,6 341,1 833,3 |
| Aportes indirectos (cuotas obrero-patronales)                                                            | n.d.              | n.d.              | 152,3                 | 149,0                 | 120,7                 |
| Aportes totales                                                                                          | n.d.              | n.d.              | 901,1                 | 811,3                 | 954,0                 |

Notas:

n.d. = Información no disponible.
(E) = Cifras Estimadas